# Grimmia tergestina
Grimmia tergestina (deutsch Triestiner Kissenmoos) ist eine Laubmoos-Art aus der Familie Grimmiaceae.

## Merkmale
Die aufrechten Pflanzen sind kaum verzweigt und bilden dichte, leicht zerfallende, oft sehr kleine und unscheinbare, leicht zu übersehende Polster, die bis 1 oder 2 Zentimeter hoch werden und durch die Glasspitzen grau aussehen. Der Stämmchenquerschnitt weist einen Zentralstrang auf. Die Blätter sind trocken anliegend, beim Anfeuchten biegen sie sich zurück und verbleiben danach aufrecht abstehend. Im unteren Stämmchenbereich sind sie kurz und ohne Glashaar. Die oberen Blätter sind bis 2,8 Millimeter lang, eilänglich mit mehr oder weniger breiter Spitze und meist mit einem längeren, glatten oder schwach gezähnten Glashaar. Sie sind flachrandig, konkav, im Querschnitt also halbkreisförmig. Die Blattrippe ist am Blattgrund breit und nur mäßig kräftig, gegen die Blattspitze zu ist sie nur undeutlich ausgebildet. Die Blattzellen sind am Blattgrund neben der Rippe verlängert rechteckig, gegen die Blattränder zu kurz rechteckig, im oberen Blattabschnitt sind sie rundlich quadratisch und dickwandig. Die Blätter sind im unteren Drittel einzellschichtig, darüber zweizellschichtig und in der Spitze auch dreizellschichtig.
Die Geschlechterverteilung ist diözisch. Sporophyten sind sehr selten ausgebildet. Die eiförmige Kapsel auf der kurzen Seta ist in die Blätter eingesenkt. Der Kapseldeckel ist aus kegelförmiger Basis geschnäbelt. Ein Peristom ist vorhanden, die Zähne sind gelbrot, schmal und papillös.
Grimmia tergestina ist formenreich und wurde in der Vergangenheit in mehrere Unterarten zerlegt (Loeske 1913, Nowak & Poelt 1979). Der taxonomische Wert dieser Unterarten ist nicht geklärt.

## Standortansprüche
Geeignete Wuchsorte sind besonnte, südexponierte Kalk- und Schieferfelsen in wärmeren Lagen.

## Verbreitung
Verbreitungsgebiete sind Europa (ohne den Norden), Asien, Nordafrika und die Kanarischen Inseln.
In Deutschland erreicht das Moos die Nordgrenze seiner europäischen Verbreitung. Es kommt hauptsächlich im Jura vor, zerstreut auch in den Alpen und in den wärmeren Muschelkalkgebieten. Im restlichen Hügelland ist es selten. In Österreich gibt es Vorkommen im Alpengebiet, hier ist es in den Kalkalpen zum Teil häufig. Es lebt von Tallagen bis in die oberalpine Höhenstufe, vorwiegend subalpin.